# Christopher Drury
Christopher Drury (22 de junio de 1952) es un deportista británico que compitió en remo. Ganó cuatro medallas en el Campeonato Mundial de Remo entre los años 1975 y 1978.

## Palmarés internacional
| Campeonato Mundial | Campeonato Mundial       | Campeonato Mundial | Campeonato Mundial        |
| Año                | Lugar                    | Medalla            | Prueba                    |
| ------------------ | ------------------------ | ------------------ | ------------------------- |
| 1975               | Nottingham (Reino Unido) | Medalla de plata   | Cuatro sin timonel ligero |
| 1976               | Villach (Austria)        | Medalla de plata   | Ocho con timonel ligero   |
| 1977               | Ámsterdam (Países Bajos) | Medalla de oro     | Ocho con timonel ligero   |
| 1978               | Copenhague (Dinamarca)   | Medalla de oro     | Ocho con timonel ligero   |